# هیلی ویلیامز
هیلی ویلیامز (به انگلیسی: Hayley Williams) (متولد ۲۷ دسامبر ۱۹۸۸)، خواننده راک ترانه سرا، نوازنده، نامزد جایزه‌ی گرمی آمریکایی و از خوانندگان اصلی گروه پرامور است.